# تجلي رد الحقائق
تجلي رد الحقائق نوع من التجلي في التصوف إنما يتحقق به من ليس له مطلب سوي الحق من حيث تعلق الهمة لا من حيث الكسب والتعشق بالجمال المطلق فتبدو له الحقائق في أحسن صورة بأحسن معاملة بألطف قبول فيقول
ألا كل شيء ما خلا الله باطل
و ما هي باطل لكن غلب عليه سلطان المقام كما قال ((أصدق بيت قاله العرب))
ألا كل شيء ما خلا الله باطل
و الموجودات كلها وإن كانت ما سوي الله فإنها حق في نفسها بلا شك لكنه من لم يكن له وجود من ذاته فحكمه حكم العدم وهو الباطل

## هوامش
1. ↑  أخرجه البخاري في الصحيح 53/5
2. ↑  كتاب التجليات ضمن رسائل ابن عربي الطبعة الثانية 2004م، دار الكتب العلمية بيروت، لبنان.